# Attár
Attár, eredeti nevén Muhammed Ibn Ibrahim Ferid-eddin (perzsául: ابو حامد بن ابوبکر ابراهیم), (Kerben, 1119 körül – 1229) középkori perzsa misztikus író.

## Élete
Attár a Nisápur mellett Kerbenben született. Édesapja vagyonos fűszerkereskedő volt, és halála után egy ideig Attár vezette a rá maradt virágzó üzletet. (Innen ered az 'Attár' név is, amely arabul fűszer- és illatkereskedőt jelent.) Egy dervis hatására mondott le világi javairól, és elkezdett foglalkozni a szúfizmussal és az aszkézissel. Miszticizmussal átszőtt művei nagy hatással voltak kortársaira, akik csodás dolgokat meséltek róla. Az öreg Attár megérte a mongol hódítást. A hagyomány szerint 110 éves aggastyán volt, amikor egy mongol katona megölte.
Az ugyancsak híres misztikus költő, a 13. századi Dzsalál ad-Dín Rúmí így ír róla: „Attár maga a lélek volt, Szenái [híres misztikus] annak két szeme. Mi csak Szenái és Attár után jöttünk.”

## Művei
Attár számos, általában hosszú költeményt hagyott hátra maga után. Keleti életrajzírói szerint összes művének terjedelme 100.000 verssor felett volt, bár napjainkra egy része elveszett. Legismertebb művei:
- Pend Námeh ('A tanács könyve')[1]
- Mantik ut-tair ('Madárnyelv')[1]
- Eszrár námeh ('Titkok könyve'), a mű még a 19. században is közkézen forgot a Közel-Keleten kőnyomatú kiadásokban. Formatökélye és emelkedett panteizmusa biztosítják számára az utókor megbecsülését[1]
- Tezkereh el-Evlijá, a muszlim szentek és próféták életét tárgyalja[1]

## Magyarul
- Ferid ed Din Attar: A madarak tanácskozása. Az iszlám misztika gyöngyszemei; ford. Nádassy László; Hermit, Miskolc, 2001

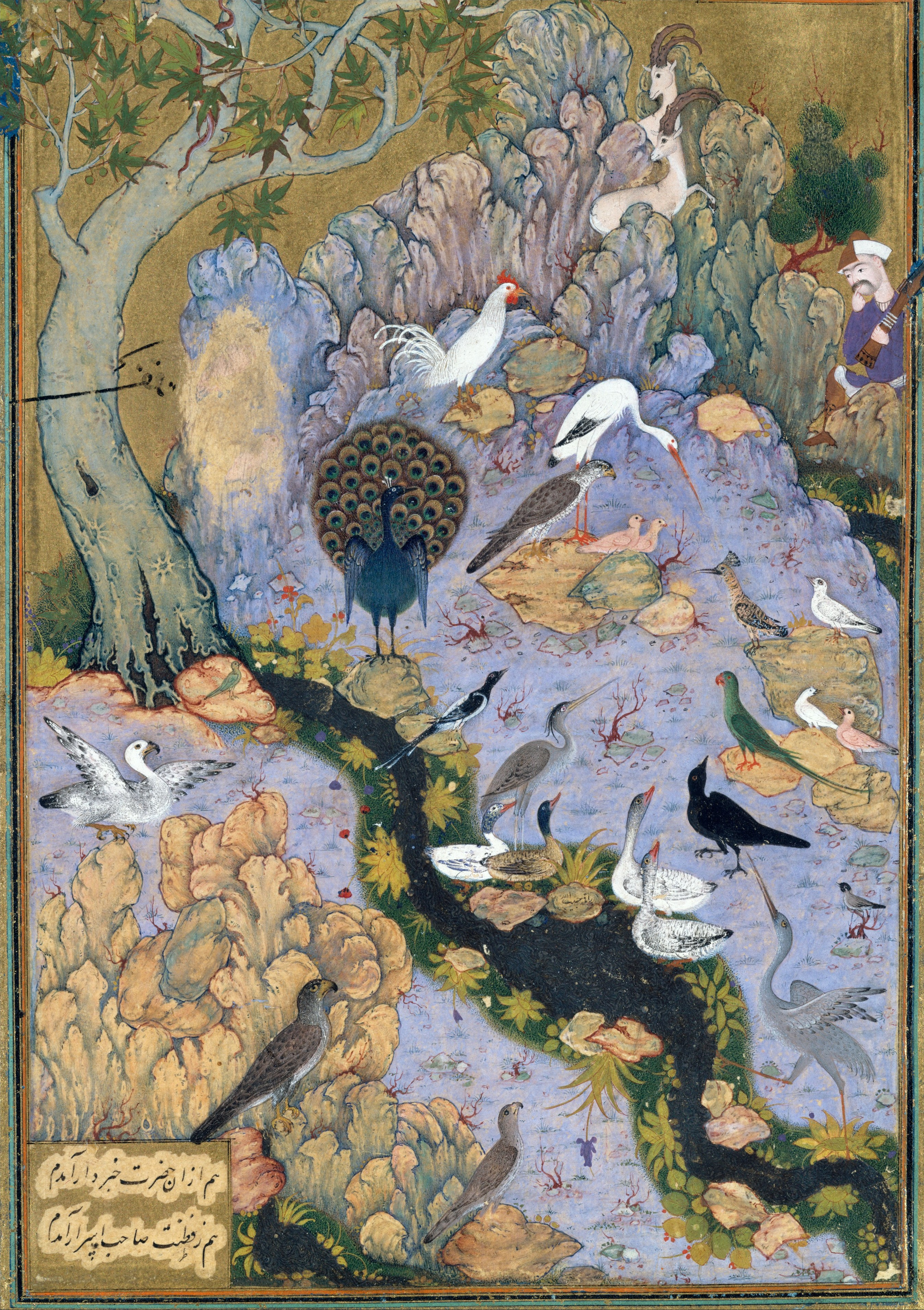
Mantik ut-tair
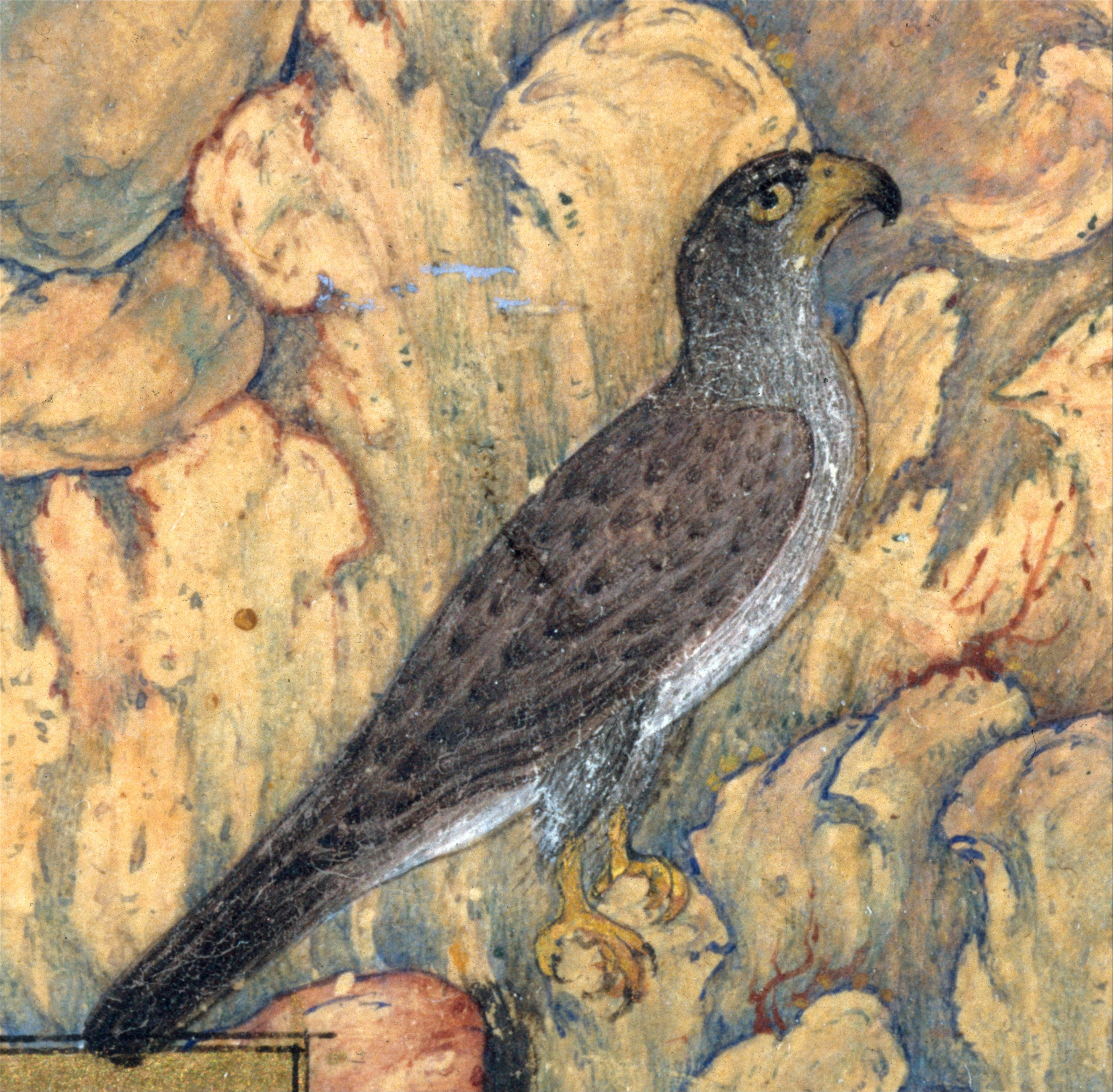
Mantik ut-tair
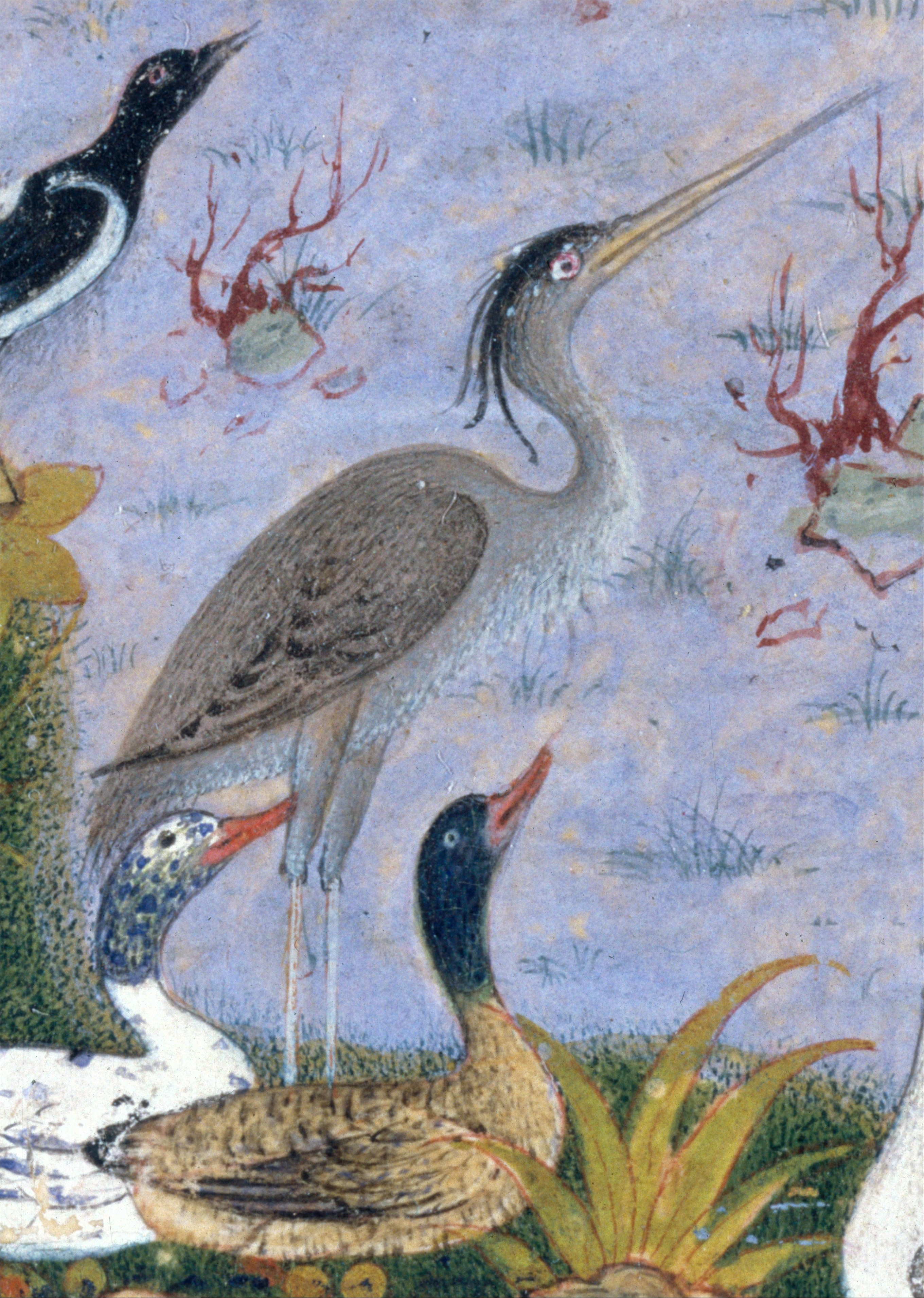
Mantik ut-tairr
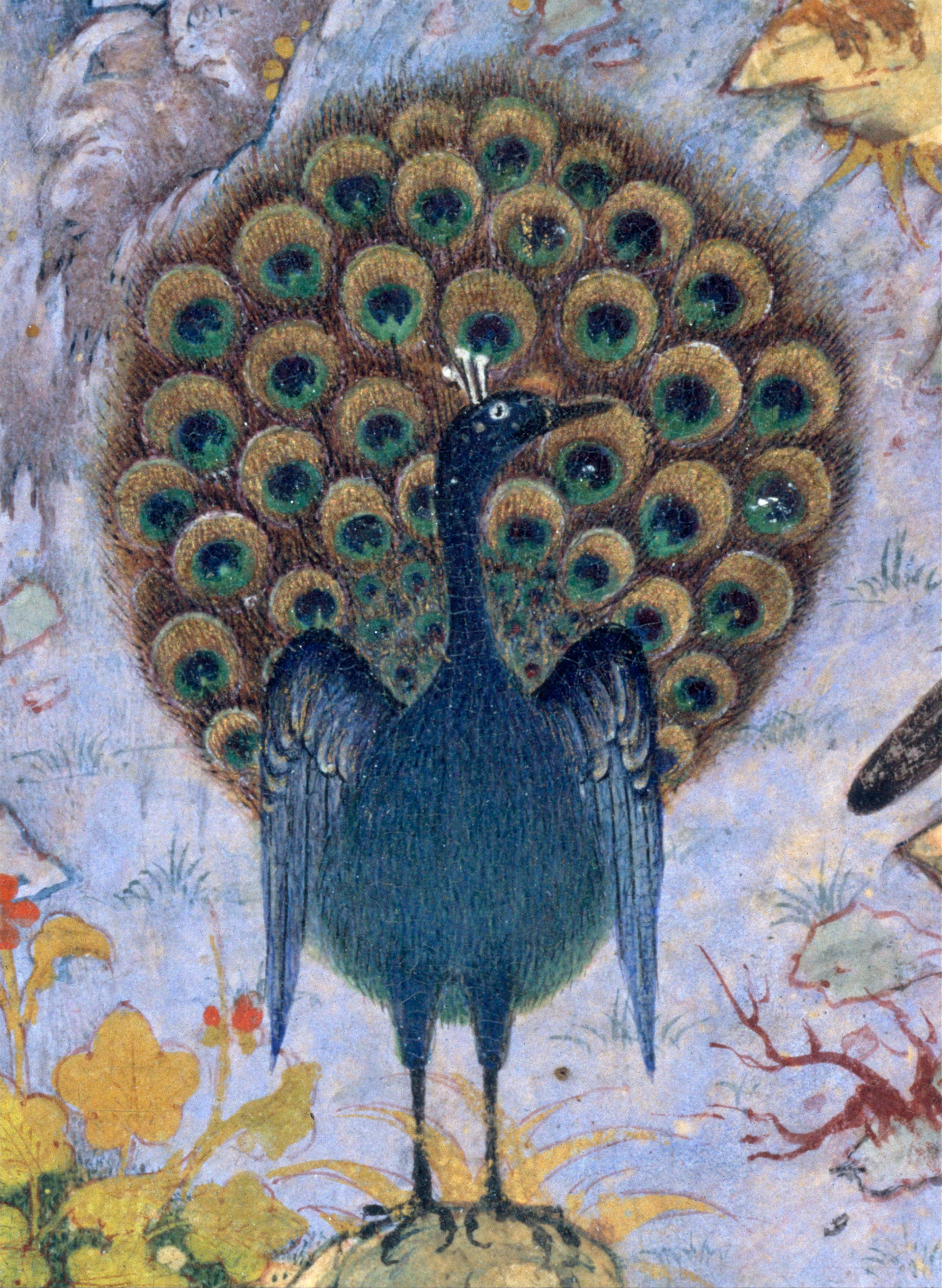
Mantik ut-tair